# Hamilton (Écosse)
Pour les articles homonymes, voir Hamilton.
Hamilton (Hamaltan en gaélique) est une ville située dans le council area du South Lanarkshire (dont elle est la capitale administrative) en Écosse.  Elle s'appelait à l'origine Cadzow or Cadyou (Cadȝow  en moyen écossais). Elle est située à 19 km au sud-est de Glasgow et à 56 km au sud-ouest d'Édimbourg. Elle est située dans la région de lieutenance et ancien comté du Lanarkshire. De 1975 à 1996, elle était la capitale administrative du district d'Hamilton, au sein de la région du Strathclyde.

## Géographie

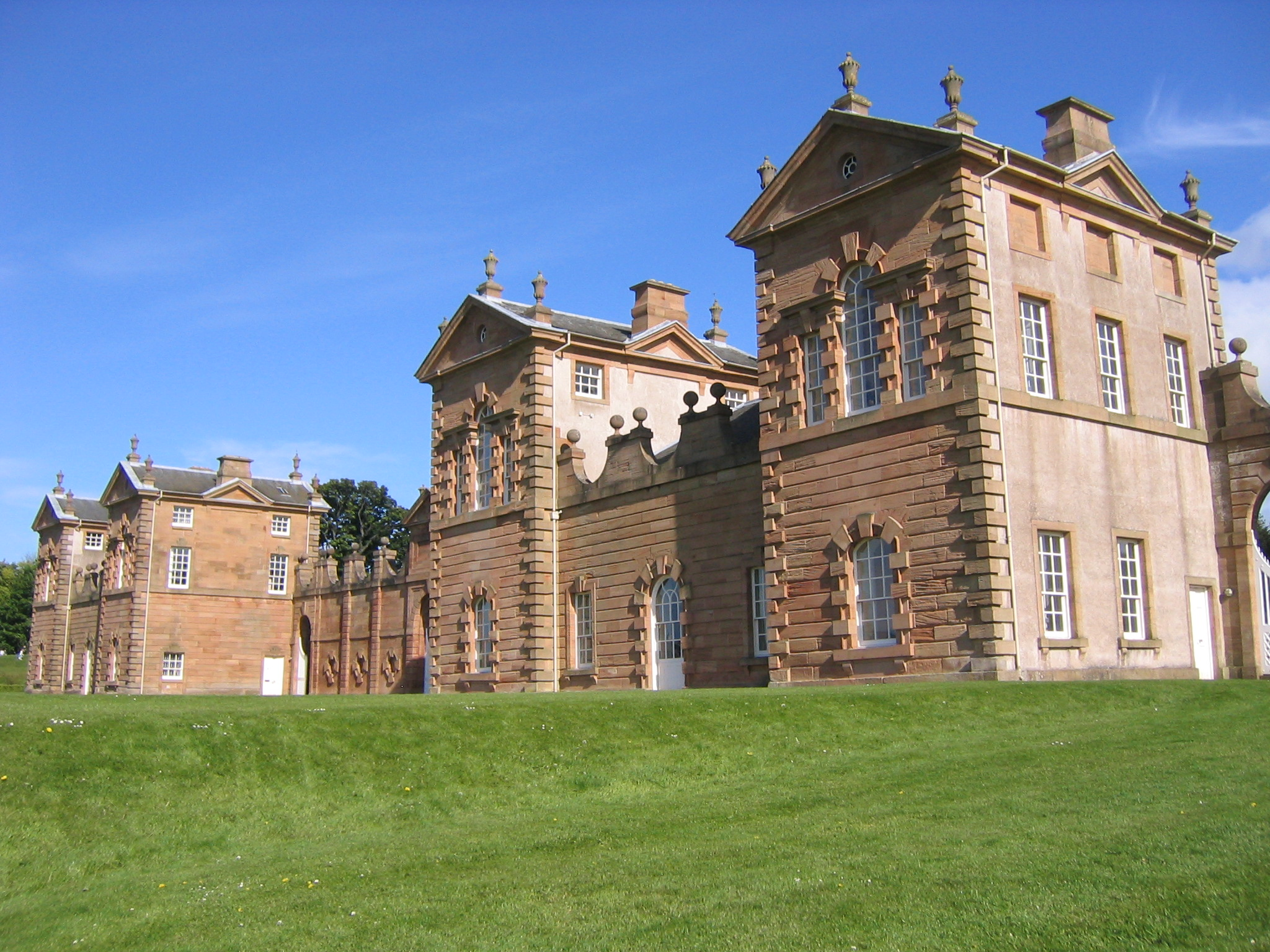
Chatelherault Hunting Lodge

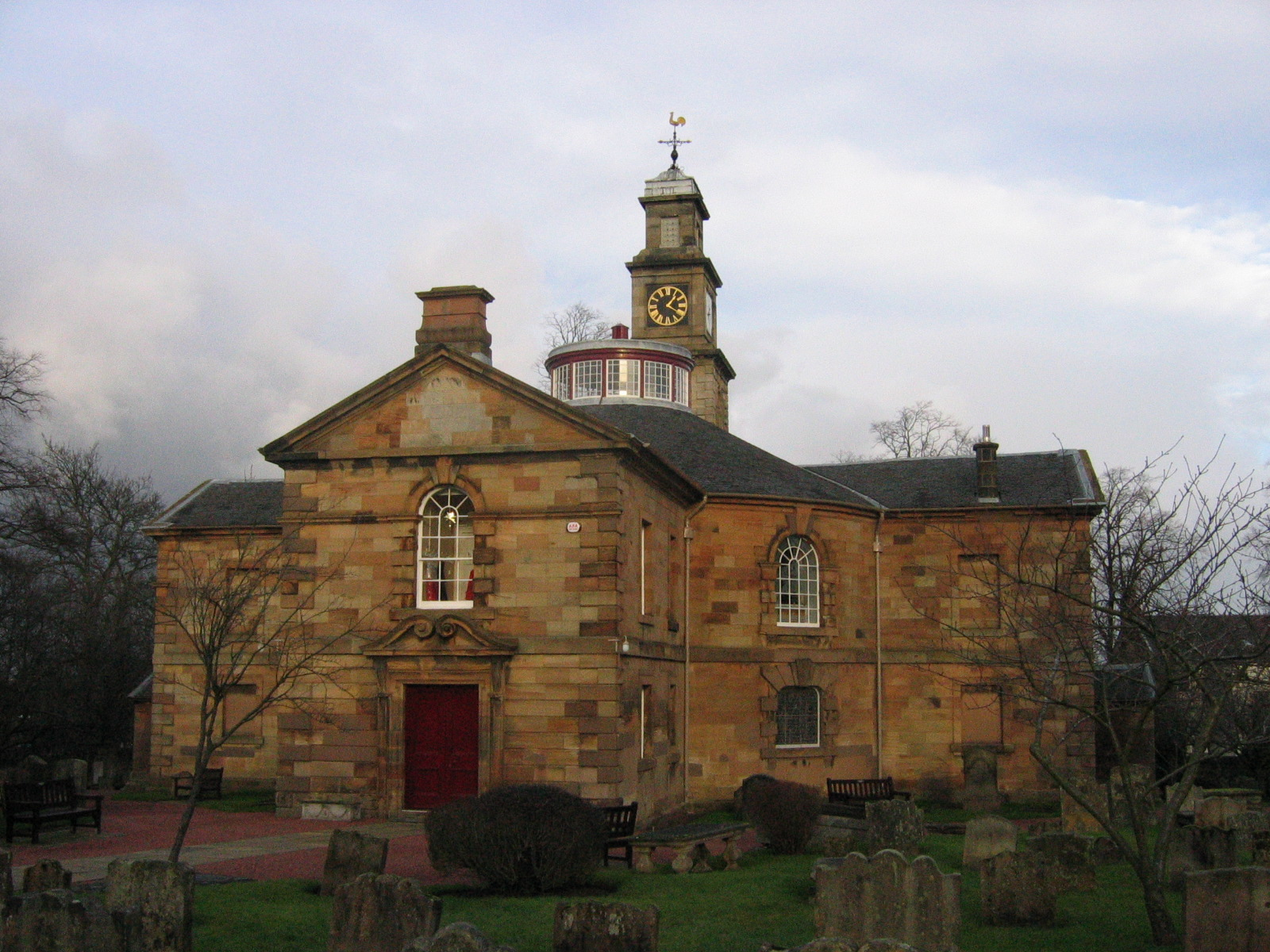
Hamilton Old Parish Church

L'accès à la ville se fait par l'ouest via la M74, la principale route vers l'Angleterre, qui rejoint la M6 juste au nord de Carlisle. La route principale depuis Édimbourg est la M8 en utilisant les sorties 6 ou 7.
 Zones d'Hamilton :
- Avongrove
- Burnbank
- Barncluith
- Earnock Estate
- Earnock Glen
- Eddlewood
- Fairhill
- Ferniegair
- Hamilton West
- High Earnock
- Hillhouse
- Laighstonehall
- Little Earnock
- Low Waters
- Meikle Earnock
- Neilsland
- Silvertonhill
- Torheads Farm
- Whitehill
- Woodhead

Villes proches :
- Glasgow à 19 km
- Strathaven à 11 km
- East Kilbride à 8 km
- Motherwell : à km
- Édimbourg à 56 km
- Carlisle à 120 km

## Vie locale

### Sport
Le club de football d'Hamilton Academical y est basé.

## Personnalités notables
- Ian Buchanan (1957-), acteur, est dans cette ville.
- Gawen Hamilton (1698-1737), peintre né dans cette ville.
- Raymond Robertson (1959-), homme politique écossais, est dans cette ville.

## Jumelage
Hamilton est jumelée avec :
- Châtellerault (France)